# 張瑞竹
張瑞竹（1968年6月29日—），出生於台灣新竹市，台灣前女演員，1989年以電影《魯冰花》，飾演翁秀子而走紅。1999年以電視劇《絕代雙驕》中飾演憐星，成功的在兩岸三地打開廣泛知名度。
張瑞竹亦是新興宗教山達基教知名教徒之一。2015年與中國大陸珠寶商結婚，定居上海，無親生育子女但繼有兩子。

## 爭議
張瑞竹於2019年2月24日，在自己的Facebook專頁公開批評時任中華民國總統蔡英文的長相，引起撻伐而緊急刪除內容。

## 演出作品

### 電影
| 年份   | 片名                   | 飾演   |
| 1989年 | 《魯冰花》             | 翁秀子 |
| 1990年 | 《花心撞到鬼》         | 艾莉   |
| 1991年 | 《火燒島》             | 玉蓉   |
| 1996年 | 《泡妞專家》           | 客串   |
| 1997年 | 《三十而立》           |        |
| 2005年 | 《南方紀事之浮世光影》 |        |
| 2008年 | 《功夫灌籃》           | 張律師 |
| 2012年 | 《The Missing》        | 陈太太 |
| 2018年 | 《畢業旅行笑翻天》     | 安琪媽 |

### 電視劇
| 年份   | 頻道           | 劇名                         | 飾演   |
| 1996年 | 台視           | 《對對糊》                   |        |
| 1996年 | 中視           | 《情定少林寺》               |        |
| 1996年 | 中視           | 《真愛一世情》               | 宋美雯 |
| 1996年 | 中視           | 《再牽妳的手》               | 何秀秀 |
| 1996年 | 中視           | 《武林奇缘》                 | 明月   |
| 1997年 | 華視           | 《台灣靈異事件－電梯白骨情》 | 黃明玉 |
| 1997年 | 華視           | 《家有仙妻2》                | 艾咪   |
| 1998年 | 台視           | 《征服情海》                 |        |
| 1999年 | 台視           | 《燕雙飛》                   | 連安麗 |
| 1999年 | 台視           | 《絕代雙驕》                 | 憐星   |
| 2000年 | 大愛           | 《旭陽》                     |        |
| 2000年 | 東森           | 《半斤八兩》                 | 珊珊   |
| 2002年 | 華視           | 《絕世雙驕》                 | 雪雨   |
| 2002年 | 華視           | 《偷偷愛上你》               | 雷愛玲 |
| 2004年 | 廣州廣播電視台 | 《魔界之龍珠》               | 贺艳容 |
| 2006年 | 大愛           | 《生命圓舞曲》               | 丽丽   |
| 2007年 | 大愛           | 《幸福時光》                 |        |
| 2011年 | 廈門衛視       | 《歡天喜地2》                | 盧愛鳳 |
| 待播出 |                | 《電競高校》                 | 簡太太 |

## 文字作品

### 書籍
- 2005年，《到這裡停止墜落》，上元精瑞出版，ISBN 9868060907
- 《氛圍魔女張瑞竹》

## 外部連結
- 張瑞竹Rachel的X（前Twitter）
- 張瑞竹 Rachel Chang的Facebook專頁
- 張瑞竹的新浪微博
- 張瑞竹的生活故事 （页面存档备份，存于） - PChome 個人新聞台
- 張瑞竹在互联网电影资料库（IMDb）上的資料（英文）
- 在AllMovie上張瑞竹的頁面（英文）
- 張瑞竹在香港影庫上的簡介
- 張瑞竹在豆瓣上的资料（简体中文）
- 張瑞竹在时光网上的簡介（简体中文）
- 張瑞竹在台灣電影網上的資料（繁體中文）